# Sobiesławice
Sobiesławice – dynastia władająca w czasie rozbicia dzielnicowego Pomorzem Gdańskim, najpierw uznając zwierzchność księcia krakowskiego, od 1227 jako samodzielni książęta.

## Herb
Członkowie rodu Sobiesławiców posługiwali się różnymi godłami, jednak zdecydowanie dominowała wśród nich lilia. Pieczęci z tym symbolem używali m.in. Świętopełk, Sambor II czy Warcisław II.
Na zmianę herbu zdecydował się Sambor II, który po skonfliktowaniu się z Świętopełkiem przyjął w 1251 roku znak gryfa, zapożyczony od rodziny żony, księżnej meklemburskiej Matyldy (gryf ten do dziś znajduje się w herbie Tczewa). Zapewne z tego powodu część osób widzi w gryfie jeden z symboli heraldycznych Sobiesławiców, jednakże próby przypisania go innym członkom rodu, np. Świętopełkowi II czy Sobiesławowi II były ostatecznie odrzucane przez badaczy. Natomiast gryfa widniejącego na grobowcu Sobiesławiców w katedrze oliwskiej należy uznać za anachronicznego, gdyż nie zdobił on oryginalnych grobowców przedstawicieli tego rodu, ale po ich zniszczeniu został błędnie umieszczony na nowym, symbolicznym grobowcu na polecenie opata Dawida Konarskiego, który zapewne błędnie przypisał Sobiesławicom herb Gryfitów, będący wtedy herbem Pomorza.
Ok. lat 70. XIII wieku książę Mściwój II zaczął posługiwać się symbolami lwa i orła, które występowały w herbach książąt wielkopolskich, co było wynikiem politycznego zbliżenia się z nimi.

## Historia dynastii
Pochodzenie dynastii jest nieznane. Według części historyków wywodzili się z rodu możnowładczego rodzimego lub z innej dzielnicy (sieradzkiej?). Zdaniem innych byli potomkami książąt pomorskich znanych z XI-XII w. (Siemomysł, Świętobor, Świętopełk). Niektórzy opowiadający się za drugą możliwością sądzą, że Sobiesławice i zachodniopomorscy Gryfici pochodzili z tego samego rodu. Według Edwarda Rymara (Rodowód książąt pomorskich) obie te dynastie mogły być boczną linią Piastów, a ich protoplastą był jeden z młodszych braci Bolesława Chrobrego – Świętopełk.
Ciągłość dynastii daje się jednak potwierdzić w sposób pewny dopiero od Sobiesława z drugiej połowy XII w.
W pierwszych pokoleniach nosili tytuł "princeps" (niższy tytuł książęcy lub namiestniczy). Od 1227 r. tytułowali się "dux" (książę).
Większość przedstawicieli dynastii została pochowana w (fundowanym przez nich) klasztorze oliwskim. Groby kilkakrotnie były niszczone w czasie pożarów klasztoru, największego spustoszenia dokonały wojska gdańskie, które w 1577 zniszczyły klasztor podczas wojny z królem Stefanem Batorym. Obecny grobowiec dynastii, z czarnego marmuru w kształcie sarkofagu, ufundował w 1615 opat oliwski Dawid Konarski. Stał on początkowo w prezbiterium a w 1889 został przeniesiony do ambitu. Od 1984 grobowiec znajduje się w południowym transepcie archikatedry oliwskiej. Łaciński napis na grobowcu głosi: "Grobowiec przesławnych książąt pomorskich fundatorów tej budowli".

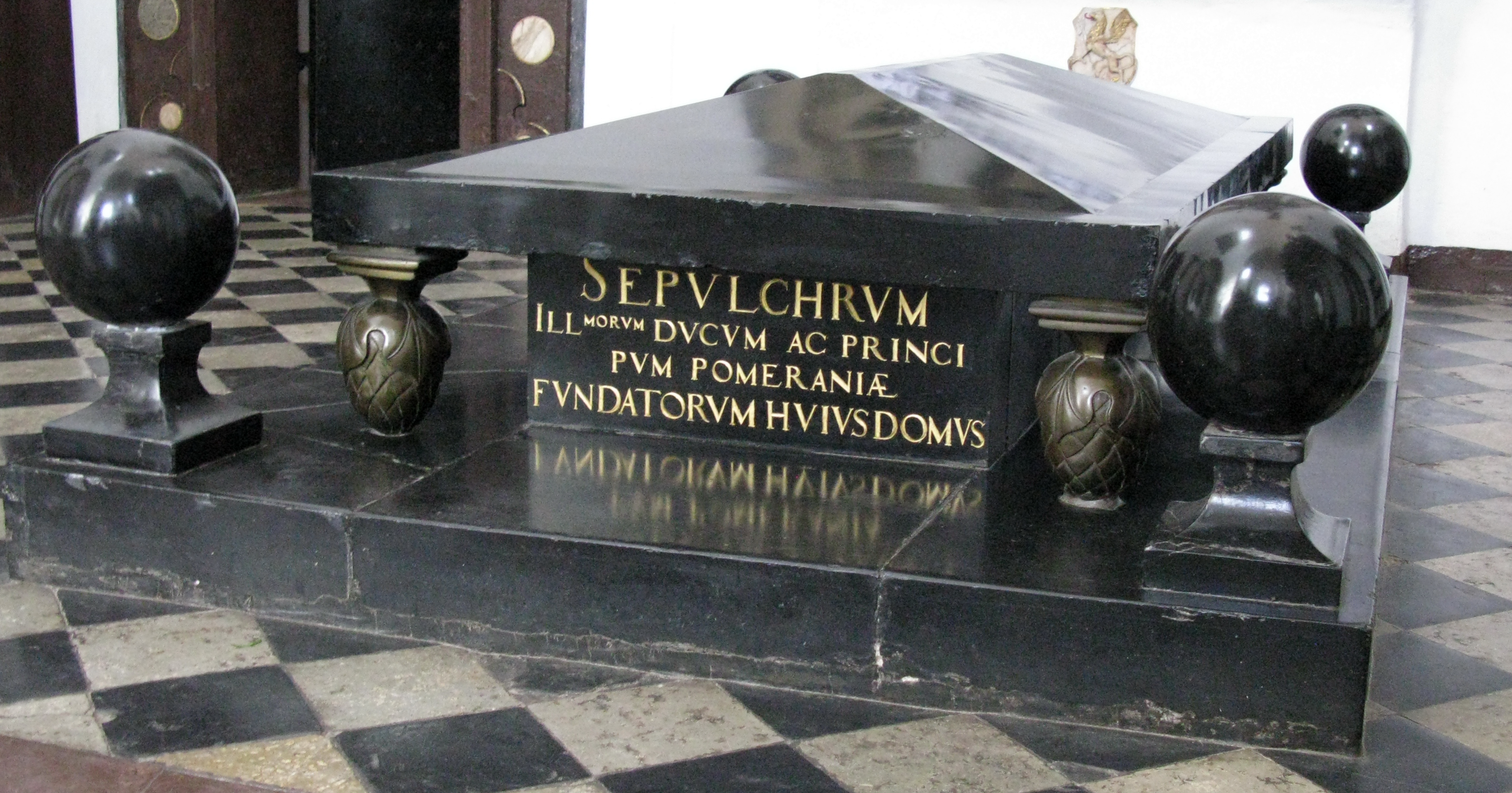
Grobowiec Sobiesławiców w archikatedrze oliwskiej

## Drzewo genealogiczne
|                                                                                                 | |   | –                                                                                     | Sambor I (ok.1150-przed 1205) 1117/80-1205 książę/namiestnik gdański | –                                                                 |                                                                              | –                     | Sobiesław II (?-1217/23)                              |   | |   |   |                                                                         |  | – | Katarzyna (ok.1257-po 1312) ------ mąż od ok. 1276 Przybysław ks. meklemburski |
| Sobiesław I (ok.1130-ok.1177/80) książę/namiestnik gdański ------ żona od ok. 1150 NN Powałówna | – |   |                                                                                       | |                                                                   |                                                                              |                       |                                                       | – | Mściwoj II (ok.1220-25 XII 1294) 1255-1270 ks. świecki 1270-1294 ks. pomorski ------ żona(1) od ok. 1257 Judyta hr. Bremy, zm. ok. 1275 żona(2) od ok. 1275 Eufrozyna ks. opolska, rozwód 1288, zm. 4 XI 1292 żona(3) od 1288 Sulisława | – | – | Eufemia (ok.1260-zm.1317) ------ mąż od ok. 1272/73 Adolf hr. Holsztynu |  |   |                                                                                |
|                                                                                                 | |   | –                                                                                     | Mirosława (ok.1190-1233/40) ------ mąż od ok. 1205 Bogusław II ks. szczeciński | –                                                                 | Elżbieta (po 1220-29 IV 1270) ------ mąż od ok. 1240 Jaromar II ks. rugijski |                       |                                                       |   | |   |   |                                                                         |  |   |                                                                                |
| –                                                                                               | Mściwoj I (ok.1160-1 V 1219/20) 1205-1213/20 książę/namiestnik gdański ------ żona od ok. 1190 Zwinisława, zm. 4 IX ok. 1240 | – | –                                                                                     | Świętopełk (przed 1195-11 I 1266) 1119/20-1227 książę/namiestnik gdański 1227-1266 ------ żona(1) od ok. 1220 Eufrozyna ks. wielkopolska, zm. 23 VIII ok. 1230 żona(2) od ok. 1230 Ermengarda hr. szweryńska, zm. po 1270 | –                                                                 | –                                                                            | Jan (po 1230-ok.1248) |                                                       |   | |   |   |                                                                         |  |   |                                                                                |
|                                                                                                 | |   |                                                                                       | |                                                                   |                                                                              | –                     | Warcisław II (ok.1237-9 V 1271) 1266-1270 ks. gdański |   | |   |   |                                                                         |  |   |                                                                                |
| –                                                                                               | Warcisław I (po 1195-1227/33) 1227-1227/33 ks. świecko-lubiszewski                                                           |   | –                                                                                     | NN (Salomea?) (?-31 III 1273) ------ mąż od ok. 1269 Henryk hr. Kirchberg |                                                                   |                                                                              |                       |                                                       |   | |   |   |                                                                         |  |   |                                                                                |
| –                                                                                               | Jadwiga (ok.1200-29 XII 1249) ------ mąż od ok. 1219 Władysław Odonic ks. wielkopolski                                       | – | Damroka (?-przed 1280)                                                                | |                                                                   |                                                                              |                       |                                                       |   | |   |   |                                                                         |  |   |                                                                                |
| –                                                                                               | Witosława (ok.1205-9 VII 1290) ksienia żukowska                                                                              |   |                                                                                       | |                                                                   |                                                                              |                       |                                                       |   | |   |   |                                                                         |  |   |                                                                                |
| –                                                                                               | Sambor II (1211/12-30 XII 1276/78) 1233-1269 ks. lubiszewsko-tczewski ------ żona Matylda ks. meklemburska                   | – |                                                                                       | – | Małgorzata (1234-1282) ------ mąż od 1248 Krzysztof I król duński |                                                                              |                       |                                                       |   | |   |   |                                                                         |  |   |                                                                                |
|                                                                                                 | |   | –                                                                                     | Sobiesław III (ok.1235-11 IV 1254) |                                                                   |                                                                              |                       |                                                       |   | |   |   |                                                                         |  |   |                                                                                |
| –                                                                                               | Zwinisława (przed 1240-po 1280) ------ mąż od ok. 1255/1257 Dobiesław z rodu Odrowążów                                       |   |                                                                                       | |                                                                   |                                                                              |                       |                                                       |   | |   |   |                                                                         |  |   |                                                                                |
| –                                                                                               | Racibor (ok.1212-6 VI 1272) 1233-1262 ks. białogardzki                                                                       |   | –                                                                                     | Eufemia (przed 1254-1296/1309) ------ mąż od ok. 1260 Bolesław II Rogatka ks. śląski |                                                                   |                                                                              |                       |                                                       |   | |   |   |                                                                         |  |   |                                                                                |
| –                                                                                               | NN (Zwinisława?) (?-przed 1270?) mniszka żukowska                                                                            | – | Salomea (przed 1250-3 X 1312/1314) ------ mąż od ok. 1268 Siemomysł ks. inowrocławski | |                                                                   |                                                                              |                       |                                                       |   | |   |   |                                                                         |  |   |                                                                                |
| –                                                                                               | NN (Anastazja?) (?-przed 1270?) mniszka żukowska                                                                             | – | Gertruda (po 1250-1314)                                                               | |                                                                   |                                                                              |                       |                                                       |   | |   |   |                                                                         |  |   |                                                                                |